# Puchar Europy w Lekkoatletyce 1983
9. Puchar Europy w lekkoatletyce – impreza lekkoatletyczna zorganizowana w dniach 20 i 21 sierpnia 1983 roku w czterech europejskich miastach. Zawody zostały zorganizowane w nowej formule. Zamiast rundy eliminacyjnej, półfinałów oraz finału Pucharu Europy przeprowadzono cztery finały: A, B, C1 i C2. Najlepsze reprezentacje narodowe startowały w finale A. Organizacją pucharu Europy zajmowało się Europejskie Stowarzyszenie Lekkoatletyczne.

## Finał A
Zawody Finału A Pucharu Europy rozegrano na stadionie w Londynie. Po dyskwalifikacji polskiego dyskobola Dariusza Juzyszyna pierwotna klasyfikacja krajów została zmieniona.

### Tabela końcowa
| Pozycja | Reprezentacja   | Punkty |
| ------- | --------------- | ------ |
| 1       | NRD             | 117    |
| 2       | ZSRR            | 106    |
| 3       | Niemcy          | 102    |
| 4       | Wielka Brytania | 94,5   |
| 5       | Polska          | 86,5   |
| 6       | Włochy          | 80,5   |
| 7       | Francja         | 70     |
| 8       | Węgry           | 60,5   |

| Pozycja | Reprezentacja   | Punkty |
| ------- | --------------- | ------ |
| 1       | NRD             | 107    |
| 2       | ZSRR            | 85     |
| 3       | Czechosłowacja  | 77     |
| 4       | Wielka Brytania | 77     |
| 5       | Bułgaria        | 58     |
| 6       | Niemcy          | 58     |
| 7       | Polska          | 43     |
| 8       | Węgry           | 34     |

## Finał B
Zawody Finału B zostały przeprowadzone w stolicy Czechosłowacji Pradze. 

### Panowie
| Pozycja | Reprezentacja  | Punkty |
| ------- | -------------- | ------ |
| 1       | Czechosłowacja | 108    |
| 2       | Hiszpania      | 107    |
| 3       | Finlandia      | 103,5  |
| 4       | Bułgaria       | 100,5  |
| 5       | Jugosławia     | 92     |
| 6       | Szwajcaria     | 73     |
| 7       | Szwecja        | 69     |
| 8       | Belgia         | 65     |

## Finał C
Finał C został podzielony na dwie części. W Finale C1 zawodnicy rywalizowali  w Dublinie, a Finał C2 gościła Lizbona.

### Tabela końcowa
| Pozycja | Reprezentacja | Punkty |
| ------- | ------------- | ------ |
| 1       | Norwegia      | 83     |
| 2       | Holandia      | 63     |
| 3       | Irlandia      | 57     |
| 4       | Dania         | 49     |
| 5       | Islandia      | 46     |

| Pozycja | Reprezentacja | Punkty            |
| ------- | ------------- | ----------------- |
| 1       | Grecja        | 68                |
| 2       | Austria       | 58                |
| 3       | Portugalia    | 49                |
| 4       | Luksemburg    | 23                |
| -       | Turcja        | nie uczestniczyła |